# Муслимов, Ильяз Булатович
Ильяз Булатович Муслимов (род. 14 февраля 1963, Волгоград) — российский политический деятель, депутат Государственной думы пятого созыва (2007—2011).

## Биография
В 1990 году окончил Московский инженерно-физический институт  (с 2009 года — Национальный исследовательский ядерный университет «МИФИ»).  С 2000 года — кандидат экономических наук.

### Депутат госдумы
Со 2 декабря 2007 года – депутат Государственной думы ФС РФ V созыва, член фракции «Единая Россия», заместитель председателя Комитета по информационной политике, информационным технологиям и связи.